# Тур Швейцарии 1939
7-й выпуск Тура Швейцарии — шоссейной многодневной велогонки по дорогам Швейцарии. Гонка проводилась с 5 по 12 августа 1939 года. Победу одержал швейцарский велогонщик Роберт Циммерман.

## Маршрут
Гонка состояла из 8 этапов, общей протяженностью 1724 километра.
| Этап | Дата   | Маршрут          | type | Длина (км) | Победитель       | Лидер генеральной классификации |
| ---- | ------ | ---------------- | ---- | ---------- | ---------------- | ------------------------------- |
| 1    | 5 авг  | Цюрих – Гренхен  |      | 219,6      | Констант Лауэрс  | Констант Лауэрс                 |
| 2    | 6 авг  | Гренхен – Муртен |      | 194,5      | Эдгар Бухвальдер | Эдгар Бухвальдер                |
| 3    | 7 авг  | Муртен – Сьер    |      | 191,9      | Роберт Ланг      | Кристоф Дидье                   |
| 4    | 8 авг  | Сьер – Тун       |      | 174,1      | Роберт Циммерман | Йозеф Вагнер                    |
| 5    | 9 авг  | Тун – Люцерн     |      | 208        | Карл Личи        | Кристоф Дидье                   |
| 6    | 10 авг | Люцерн – Лугано  |      | 205,4      | Йозеф Сомерс     | Роберт Циммерман                |
| 7    | 11 авг | Лугано – Роршах  |      | 312,5      | Йозеф Сомерс     | Роберт Циммерман                |
| 8    | 12 авг | Роршах – Цюрих   |      | 218        | Арсен Мерш       | Роберт Циммерман                |

## Итоговое положение
| \| Генеральная классификация \| Генеральная классификация \| Генеральная классификация \| Генеральная классификация \| Генеральная классификация \| \| Гонщик \| Гонщик \| Команда \| Время \| \| \| ------------------------- \| ------------------------- \| ------------------------- \| ------------------------- \| ------------------------- \| \| 1-й \| Роберт Циммерман \| \| 48ч 55' 06 \| \| \| 2-й \| Макс Боллигер \| \| + 29 \| \| \| 3-й \| Кристоф Дидье \| Alcyon-Dunlop \| + 36 \| \| \| 4-й \| Пауль Эгли \| \| + 1' 23 \| \| \| 5-й \| Вальтер Диггельман \| \| + 16' 17 \| \| \| 6-й \| Микеле Бенете \| \| + 17' 31 \| \| \| 7-й \| Карл Личи \| \| + 20' 19 \| \| \| 8-й \| Сеттимио Симонини \| \| + 20' 22 \| \| \| 9-й \| Роберт Ланг \| \| + 21' 50 \| \| \| 10-й \| Лео Амберг \| \| + 22' 55 \| \| |                    |               |            |
| |                    |               |            |
| |                    |               |            |
| Генеральная классификация |                    |               |            |
| Гонщик | Гонщик             | Команда       | Время      |
| 1-й | Роберт Циммерман   |               | 48ч 55' 06 |
| 2-й | Макс Боллигер      |               | + 29       |
| 3-й | Кристоф Дидье      | Alcyon-Dunlop | + 36       |
| 4-й | Пауль Эгли         |               | + 1' 23    |
| 5-й | Вальтер Диггельман |               | + 16' 17   |
| 6-й | Микеле Бенете      |               | + 17' 31   |
| 7-й | Карл Личи          |               | + 20' 19   |
| 8-й | Сеттимио Симонини  |               | + 20' 22   |
| 9-й | Роберт Ланг        |               | + 21' 50   |
| 10-й | Лео Амберг         |               | + 22' 55   |

| Горная классификация | Горная классификация | Горная классификация | Горная классификация | Горная классификация |
| Гонщик               | Гонщик               | Команда              | Очки                 |                      |
| -------------------- | -------------------- | -------------------- | -------------------- | -------------------- |
| 1-й                  | Энрико Молло         |                      | 38 очков             |                      |
| 2-й                  | Сеттимио Симонини    |                      | 31 очков             |                      |
| 3-й                  | Кристоф Дидье        | Alcyon-Dunlop        | 23 очков             |                      |

| Горная классификация | Горная классификация | Горная классификация | Горная классификация | Горная классификация |
| Гонщик               | Гонщик               | Команда              | Очки                 |                      |
| -------------------- | -------------------- | -------------------- | -------------------- | -------------------- |
| 1-й                  | Энрико Молло         |                      | 38 очков             |                      |
| 2-й                  | Сеттимио Симонини    |                      | 31 очков             |                      |
| 3-й                  | Кристоф Дидье        | Alcyon-Dunlop        | 23 очков             |                      |

| Командная классификация по времени | Командная классификация по времени | Командная классификация по времени | Командная классификация по времени |
| Команда                            | Команда                            | Время                              |                                    |
| ---------------------------------- | ---------------------------------- | ---------------------------------- | ---------------------------------- |
| 1-й                                | Швейцария                          | 146ч 47' 10                        |                                    |
| 2-й                                | Италия                             | + 1ч 08' 21                        |                                    |
| 3-й                                | Бельгия                            | + 2ч 37' 22                        |                                    |

| Командная классификация по времени | Командная классификация по времени | Командная классификация по времени | Командная классификация по времени |
| Команда                            | Команда                            | Время                              |                                    |
| ---------------------------------- | ---------------------------------- | ---------------------------------- | ---------------------------------- |
| 1-й                                | Швейцария                          | 146ч 47' 10                        |                                    |
| 2-й                                | Италия                             | + 1ч 08' 21                        |                                    |
| 3-й                                | Бельгия                            | + 2ч 37' 22                        |                                    |